# Aviosuperficie Marchesane
L'aviosuperficie Marchesane è un'aviosuperficie italiana situata a Bassano del Grappa in provincia di Vicenza.